# 丹納德 (阿肯色州)
丹納德（英語：Dennard）是位於美國阿肯色州范布倫縣的一個人口普查指定地區。

## 地理
丹納德的座標為35°45′24″N 92°31′29″W / 35.75667°N 92.52472°W，而該地最高點為海拔高度462米（即1516英尺）。

## 人口
根據2020年美國人口普查的數據，丹納德的面積為56.80平方千米，當中陸地面積為56.72平方千米，而水域面積為0.08平方千米。當地共有人口496人，而人口密度為每平方千米8人。